# Saint-Sigismond-de-Clermont
 Saint-Sigismond-de-Clermont  es una población y comuna francesa, situada en la región de Poitou-Charentes, departamento de Charente Marítimo, en el distrito de Jonzac y cantón de Saint-Genis-de-Saintonge.

## Demografía
| 141 | 137 | 122 | 114 | 107 | 138 |
| Para los censos de 1962 a 1999 la población legal corresponde a la población sin duplicidades (Fuente: INSEE [Consultar]) |     |     |     |     |     |

## Monumentos
- Iglesia románica de San Simón (Saint-Simon o Sigismond), en el centro de la localidad.
- Iglesia románica de la antigua abadía benedictina de la Tenaille (1125), en la via Turonensis, a 1 km de la villa.
- Castillo de la Tenaille, de finales del siglo XVIII construido en el lugar del antiguo priorato de los Agustinos. En la abadía se conservaba un clavo de la Santa Cruz, que venían a venerar los peregrinos en su Camino a Santiago.